# 卡爾菲利芝士
卡爾菲利芝士（英語：Caerphilly cheese）產自英國的威爾士。由於卡爾菲利芝士的鹽味極濃，在最早時期極受威爾士的體力勞動者歡迎，因為這種芝士能迅速補充勞動者流失的鹽分。卡爾菲利芝士形狀像石磨，有一層很薄的外殼，芝士肉呈奶白色，潮濕易碎。在製作過程中，需將芝士放在鹽水中浸24小時，以增加芝士的鹽味。